# Папен, Марта фон
Марта Октавия Мария фон Па́пен (нем. Martha Oktavia Marie von Papen, урожд. Бох-Гальхау, Boch-Galhau; 28 декабря 1880, Метлах — 18 февраля 1961, Оберзасбах) — супруга рейхсканцлера Франца фон Папена.

## Биография
Марта — младшая дочь промышленника из Саара Рене фон Бох-Гальхау, владельца фарфоровых предприятий Villeroy & Boch. Семья имела тесные родственные связи с Францией, и в частной жизни Марта предпочитала общаться на французском языке.
3 мая 1905 года Марта, одна из самых богатых невест Германской империи, вышла замуж за офицера кайзеровской армии Франца фон Папена. Брак продлился более 50 лет, у супругов родилось четверо дочерей и один сын. Приданое Марты превратило Франца фон Папена в состоятельного человека. Чтобы заслужить уважение тестя, признававшего только офицеров генерального штаба, Папен поступил учиться в Прусскую военную академию, чтобы затем продолжить военную карьеру в генеральном штабе.
После Первой мировой войны Марта фон Папен проживала в арендованном поместье в вестфальском Мерфельде, а в 1929 году семья перебралась в Саар в поместье Валлерфанген, которое Марта унаследовала от своего дяди.
В июне—декабре 1932 года, когда фон Папен возглавлял правительство Германии, Марта выступала в качестве первой леди государства и выполняла представительские функции. В 1932—1934 годах Папены проживали в правительственном квартале на Вильгельмштрассе, а затем на Леннештрассе. В 1934—1944 годах Марта фон Папен сопровождала мужа в его командировках в Вену и Анкару.
В отличие от мужа, Марта отказалась вступать в НСДАП и считала ошибкой членство мужа в этой партии. Марта фон Папен была известна в дипломатических кругах своим презрительным отношением к Гитлеру и отказом поднимать руку в нацистском приветствии даже в присутствии фюрера.